# Silnice II/103
Silnice II/103 je komunikací II. třídy v Jihočeském kraji. Původně (před rokem 1998[kdy?]) tak byla označována městská silnice v Praze mezi Modřany a Komořany. Současná trasa bývala původně silnicí III. třídy.
Propojuje silnici I/24 v obci Halámky s městem České Velenice a s hraničním přechodem do města Gmünd v Rakousku. Celková délka silnice je 13,4 km. Přímo na trase jsou dvě čerpací stanice v Českých Velenicích.

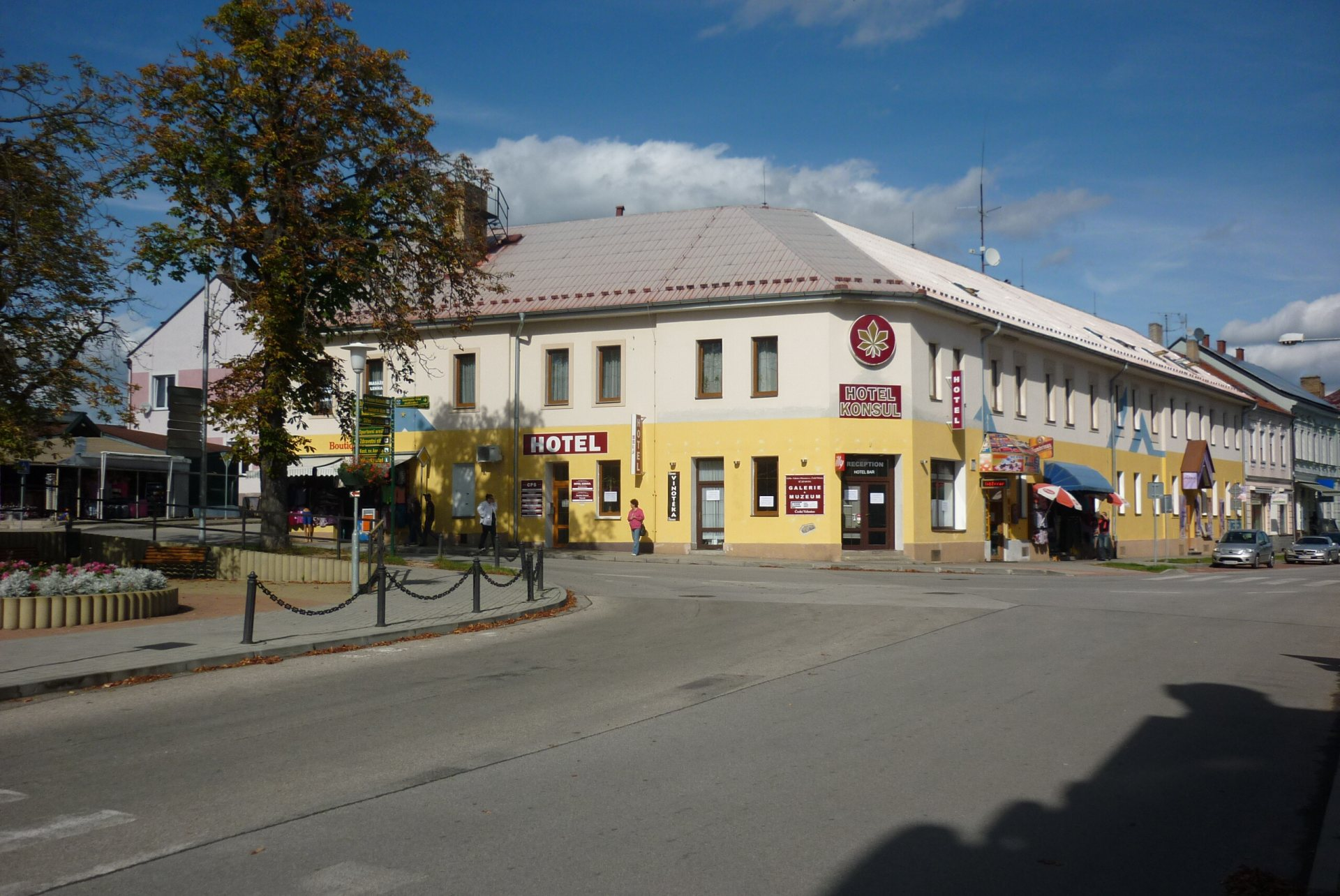
České Velenice

## Popis trasy
| km   | Místo                | Popis                                                                   |
| ---- | -------------------- | ----------------------------------------------------------------------- |
| 0,0  | Halámky              | Začátek II/103 výjezdem z I/24 směrem na západ                          |
| 0,4  |                      | Most přes Lužnici                                                       |
| 0,85 | Dvory nad Lužnicí    | Táhlý oblouk doleva, vpravo odbočka na III/1505 směr Suchdol n. Lužnicí |
| 4,7  | Nová Ves nad Lužnicí | Vpravo odbočka do podniku Calofrig                                      |
| 4,8  |                      | Podjezd pod lanovkou                                                    |
| 5,8  | Nová Ves nad Lužnicí | Vpravo odbočka na III/15010 směr Žofina Huť, vlevo odbočka na III/15016 |
| 9,8  |                      | Křižovatka s III/15618 zleva z Českých Velenic doprava směrem na Vyšné  |
| 10,4 | České Velenice       | Nechráněný železniční přejezd                                           |
| 12,7 | České Velenice       | Vlevo odbočka na III/15618 směrem na Vyšné                              |
| 13,4 | České Velenice       | Hraniční přechod České Velenice/Gmünd                                   |

V tabulce uvedené vzdálenosti jsou přibližné.